# Spirit DSP
Spirit DSP (Eigenschreibweise „SPIRIT DSP“) ist ein im russischen Moskau beheimatetes Software-Unternehmen im Privatbesitz von Andrei Sviridenko. Es verkauft Nutzungslizenzen und technische Unterstützung für seine Vermittlungssoftware-Produkte, die Sprach- und Video-Daten im Hintergrund auf ihrem Weg durch die Kommunikationsnetze umkodieren. Die sogenannten Sprach- und Video-Engines laufen typischerweise auf eingebetteten Systemen in IP-Netzwerken.

## Produkte und Lösungen
Die Produktpalette umfasst verschiedene Vermittlungssoftware und Video-Konferenz-Systeme, unter anderem die Marken „TeamSpirit“ und „VideoMost“.
SPIRITs Sprach- und Video-Engines sind auf mehrere Anwendungsbereiche ausgelegt – PC- und mobile Kommunikationsanwendungen (Softphones, Endgeräte für IMS’, vereinheitlichte Kommunikation und Unternehmens-Informationssysteme), Benutzerendgeräte mit IP-Verbindungsfähigkeit („Media Phones“, SIP-Telefone, IP-Beistellgeräte, mobile Internetgeräte) und Geräte der Kommunikations-Infrastruktur (IP-Gateways, ATAs, Medien-Server etc.).
SPIRITs VoIP-Software-Lösungen sind Software-Bibliotheken zur Verarbeitung von Multimedia-Daten. Sie implementieren standardisierte (wie G.723, G.729, H.264, MPEG-4) und proprietäre (SPIRIT IP-MR) Sprach- und Video-Codecs für die Kompression und Dekompression von Sprach- und Video-Daten, RTP-Multiplexer, Echokompensation und Rauschunterdrückung, Paketverlustmaskierung und Fehlerkorrektur, anpassende Puffer zum Ausgleich von Übertragungsschwankungen, Synchronisierung von Audio und Video, Steuerung für Prozessorlast und Wiedergabegeschwindigkeit und so weiter. Diese Komponenten sind innerhalb einer Rahmenanwendung in ein Modul integriert.

## Sitz und Verkaufsbüros
Das Unternehmen hat seinen Sitz in Moskau und unterhält Verkaufsbüros in den USA, Japan, Korea, Israel, Deutschland, Italien, Frankreich, Singapur, Taiwan und China.

## Geschichte
Das Unternehmen wurde 1992 von Andrei Sviridenko und einem ehemaligen Mitstudenten unter dem Namen Spirit gegründet, um eine zu Studie-Zeiten selbst entwickelte medizinische Diagnose-Software auf Basis Künstlicher Intelligenz weiterzuentwickeln und zu vermarkten. Durch eine Kooperation mit dem japanischen Elektronikkonzerns NEC wandelte sich das Geschäftsfeld hin zu Kommunikation und Navigation und zahlte Sviridenko seinen Miteigentümer aus. Seit 1996 konzentriert sich das Geschäft auf Software-Produkte für IP-Kommunikation im Bereich eingebetteter Systeme. Wichtigstes Konkurrenzunternehmen war Global IP Solutions, bis dieses durch Google Inc. aufgekauft und die wichtigsten Software-Produkte als Freie Software veröffentlicht wurden. Im ersten Halbjahr 2012 wuchs Spirit DSP um 80 %.